# Ювілейна медаль «Харківський Собор — 10 років»
Ювілейна медаль «Харківський Собор — 10 років» — це ювілейна медаль Української Православної Церкви (Московського Патріархату) засновано у зв'язку зі святкуванням десятиріччя Історичного Харківського Собору, яке
проходило 27-28 травня 1992 року в м. Харкові. На цьому Соборі Предстоятелем Української Православної Церкви
був обраний Митрополит Володимир (Сабодан). Цією медаллю нагороджується єпископат, духовенств, миряни, церковнослужителі, державні діячі, працівникі засобів масової інформації, науковці та меценати за плідну працю протягом останніх років на ниві підтримки та утвердження канонічного православ'я в нашій державі.

## Статут

### Загальні положення
Ювілейна медаль «Харківський Собор — 10 років» засновано у зв'язку зі святкуванням десятиріччя Історичного Харківського Собору, яке
проходило 27-28 травня 1992 року в м. Харкові. На цьому Соборі Предстоятелем Української Православної Церкви
був обраний Митрополит Володимир (Сабодан). Цією медаллю нагороджується єпископат, духовенств, миряни, церковнослужителі, державні діячі, працівникі засобів масової інформації, науковці та меценати за плідну працю протягом останніх років на ниві підтримки та утвердження канонічного православ'я в нашій державі.
Нагородження медаллю здійснюється за благословенням Предстоятеля Української Православної Церкви.
Особі,нагородженій медаллю, вручаються медаль і грамота.
Нагородження вдруге,з врученням однієї й тієї ж медалі одного й того ж ступеня,не проводиться.
Медаллю нагороджуються громадяни України та іноземні громадяни.
Ювілейна медаль «Харківський Собор — 10 років» має два ступені. Найвищим ступенем медалі є І ступінь.
Нагородження медалі проводиться послідовно,починаючи з II ступеня.

### Порядок представлення до нагородження
Нагородження проводиться за поданням правлячих архієреїв на ім'я Митрополита Київського та всієї України.
Рішення про нагородження приймається Комісією з нагороджень.

### Порядок вручення
Вручення медалі проводиться в урочистій обстановці.
Медаль, як правило, вручає: Предстоятель Української Православної Церкви або. за його благословенням, єпархіальний архієрей.
Медаль носять з правого боку грудей.
У випадку втрати (псування) медалі дублікат не видається.

## Вигляд
Медаль І ступеня виготовляється з міді та покривається позолоток» (товщина покриття - 0.2 мк). Відзнака має форму круглого медальйона, в центрі якою розміщено рельєфне зображення святою князя Володимира з хрестом та надпис: "1992 - 2002".
По колу медальйона на фоні емалі червоного кольору розміщено надпис: "ХАРКІВСЬКИЙ СОБОР". 
На зворотному боці в центрі медальйона - зображення 8-кінцевого православного хреста.навколо якого розміщено надпис:
"УКРАЇНСЬКА ПРАВОСЛАВНА ЦЕРКВА".
Зверху медальйона є пушко з кільцем, яким медаль з'єднується з прямокутною колодкові. 
На колодці на фоні емалі червоного кольору розміщено надпис: "10".
На зворотному боці - застібка для прикріплення медалі до одягу. 
Діаметр медальйона - 33 мм розмір колодки - 22x14  мм.
Медаль II ступеня така сама, як і І ступеня, але покривається емаллю білого кольору.

### Сайти
- Нагороди та титули Української Православної Церкви 2009